# 小行星200025
小行星200025（200025 Cloud Gate），臨時編號2007 OK10，是一顆位於小行星帶的小行星。由國立中央大學鹿林天文台的林啟生和廣州中山大學學生葉泉志於2007年7月25日發現。
該小行星以台灣知名現代舞團雲門舞集命名。